# Raymond Borderie
Raymond Borderie (Parigi, 30 marzo 1897 – Parigi, 12 luglio 1982) è stato un produttore cinematografico francese.

## Filmografia parziale

### Produttore
- I miserabili (Les Misérables), regia di Raymond Bernard (1934)
- Una parigina in provincia (Ces dames aux chapeaux verts), regia di Maurice Cloche (1937)
- Amanti perduti (Les Enfants du paradis) (1945)
- Au grand balcon, regia di Henri Decoin (1949)
- Edoardo e Carolina (Édouard et Caroline), regia di Jacques Becker (1951)
- Vite vendute (Le Salaire de la peur), regia di Henri-Georges Clouzot (1953)
- Le vergini di Salem (Les Sorcières de Salem), regia di Raymond Rouleau (1957)
- L'isola che scotta (La Fièvre monte à El Pao), regia di Luis Buñuel (1959)
- Angelica (Angélique, marquise des anges), regia di Bernard Borderie (1964)
- Angelica alla corte del re (Angélique et le roy), regia di Bernard Borderie (1966)
- Frank Costello faccia d'angelo (Le Samouraï), regia di Jean-Pierre Melville (1967)